# Ceratopsyche silfvenii
Ceratopsyche silfvenii är en nattsländeart som först beskrevs av Georg Ulmer 1906.  Ceratopsyche silfvenii ingår i släktet Ceratopsyche och familjen ryssjenattsländor. Arten är reproducerande i Sverige. Inga underarter finns listade i Catalogue of Life.